# Первый Шаг
Первый Шаг — деревня в  Черлакском районе Омской области России. Входит в состав Большеатмасского сельского поселения. Население 299 чел. (2010) .

## История
В соответствии с Законом Омской области от 30 июля 2004 года № 548-ОЗ «О границах и статусе муниципальных образований Омской области» деревня вошла в состав образованного муниципального образования «Заливинское сельское поселение». 

## География
Первый Шаг находится  на  юге-востоке  региона,   в пределах  Курумбельской степи, являющейся частью Чебаклы-Суминской впадины, возле государственной границы с Казахстаном. 
Абсолютная высота — 111 м. над уровнем моря.

## Население
| 2010 |
| ---- |
| 299  |

Гендерный состав
По данным Всероссийской переписи населения 2010 года в гендерной структуре населения из 299 человек мужчин — 160, женщин — 139	(53,5 и 46,5 % соответственно)
Национальный состав
Согласно результатам переписи 2002 года, в национальной структуре населения русские составляли 84 % от общей численности населения в 296 чел. .

## Инфраструктура
Развитое сельское хозяйство. Личное подсобное хозяйство. 

## Транспорт
Просёлочные дороги. 